# Single numer jeden w roku 2002 (Japonia)
Notowanie Weekly Singles Chart (jap. 週間シングルチャート Shūkan Shinguru Chāto) przedstawia najlepiej sprzedające się single w Japonii. Publikowane jest ono przez magazyn Oricon Style, a dane kompletowane są przez Oricon w oparciu o cotygodniowe wyniki sprzedaży fizycznej singli. Poniżej znajdują się tabele prezentujące najpopularniejsze single w danych tygodniach w roku 2002.

## Oricon Weekly Singles Chart
| Data            | Singel                                                                | Wykonawca                 | Źródło |
| --------------- | --------------------------------------------------------------------- | ------------------------- | ------ |
| 7 stycznia      | wstrzymanie publikacji                                                | wstrzymanie publikacji    | [ 1 ]  |
| 14 stycznia     | „Kimi ga suki” (jap. 君が好き)                                        | Mr. Children              | [ 1 ]  |
| 21 stycznia     | „Kimi ga suki” (jap. 君が好き)                                        | Mr. Children              | [ 1 ]  |
| 28 stycznia     | „Winter Bells”                                                        | Mai Kuraki                | [ 1 ]  |
| 4 lutego        | „Life goes on”                                                        | Dragon Ash                | [ 1 ]  |
| 11 lutego       | „Life goes on”                                                        | Dragon Ash                | [ 1 ]  |
| 18 lutego       | „a Day in Our Life”                                                   | Arashi                    | [ 1 ]  |
| 25 lutego       | „Again 2” (jap. アゲイン2)                                            | Yuzu                      | [ 1 ]  |
| 4 marca         | „Sōda! We're ALIVE” (jap. そうだ! We're ALIVE)                        | Morning Musume.           | [ 1 ]  |
| 11 marca        | „Way of Difference”                                                   | Glay                      | [ 1 ]  |
| 18 marca        | „FANTASISTA”                                                          | Dragon Ash                | [ 1 ]  |
| 25 marca        | „FANTASISTA”                                                          | Dragon Ash                | [ 1 ]  |
| 1 kwietnia      | „Hikari” (jap. 光)                                                    | Hikaru Utada              | [ 1 ]  |
| 8 kwietnia      | „Hikari” (jap. 光)                                                    | Hikaru Utada              | [ 1 ]  |
| 15 kwietnia     | „Hikari” (jap. 光)                                                    | Hikaru Utada              | [ 1 ]  |
| 22 kwietnia     | „Wadatsumi no ki” (jap. ワダツミの木)                                 | Chitose Hajime            | [ 1 ]  |
| 29 kwietnia     | „Nice na kokoroiki” (jap. ナイスな心意気)                             | Arashi                    | [ 1 ]  |
| 6 maja          | „Free&Easy”                                                           | Ayumi Hamasaki            | [ 1 ]  |
| 13 maja         | „Kanashimi Blue” (jap. カナシミ ブルー)                               | KinKi Kids                | [ 1 ]  |
| 20 maja         | „SAKURA Drops/Letters” (jap. カナシミ ブルー)                         | Hikaru Utada              | [ 1 ]  |
| 27 maja         | „freebird”                                                            | SMAP                      | [ 1 ]  |
| 3 czerwca       | „Another Days”                                                        | w-inds.                   | [ 1 ]  |
| 10 czerwca      | „Machi/Dekiai Logic” (jap. 街/溺愛ロジック)                           | Tsuyoshi Dōmoto           | [ 1 ]  |
| 17 czerwca      | „Atsuki kodō no hate” (jap. 熱き鼓動の果て)                           | B’z                       | [ 1 ]  |
| 24 czerwca      | „Feel your breeze/one”                                                | V6/V6 feat. Shoo (S.E.S.) | [ 1 ]  |
| 1 lipca         | „Koi no My Rage” (jap. 恋のマイレージ)                                | Rag Fair                  | [ 1 ]  |
| 8 lipca         | „Tōkyō” (jap. 東京)                                                   | Keisuke Kuwata            | [ 1 ]  |
| 15 lipca        | „Tōkyō” (jap. 東京)                                                   | Keisuke Kuwata            | [ 1 ]  |
| 22 lipca        | „Any”                                                                 | Mr. Children              | [ 1 ]  |
| 29 lipca        | „FLOATIN’”                                                            | Chemistry                 | [ 1 ]  |
| 5 sierpnia      | „H”                                                                   | Ayumi Hamasaki            | [ 1 ]  |
| 12 sierpnia     | „H”                                                                   | Ayumi Hamasaki            | [ 1 ]  |
| 19 sierpnia     | „Nemurenu yoru wa kimi no sei” (jap. 眠れぬ夜は君のせい)              | MISIA                     | [ 1 ]  |
| 26 sierpnia     | „H”                                                                   | Ayumi Hamasaki            | [ 1 ]  |
| 2 września      | „Because of you”                                                      | w-inds.                   | [ 1 ]  |
| 9 września      | „Ōkina furudokei” (jap. 大きな古時計)                                 | Ken Hirai                 | [ 1 ]  |
| 16 września     | „Ōkina furudokei” (jap. 大きな古時計)                                 | Ken Hirai                 | [ 1 ]  |
| 23 września     | „Ōkina furudokei” (jap. 大きな古時計)                                 | Ken Hirai                 | [ 1 ]  |
| 30 września     | „Ōkina furudokei” (jap. 大きな古時計)                                 | Ken Hirai                 | [ 1 ]  |
| 7 października  | „Voyage”                                                              | Ayumi Hamasaki            | [ 1 ]  |
| 14 października | „Voyage”                                                              | Ayumi Hamasaki            | [ 1 ]  |
| 21 października | „Voyage”                                                              | Ayumi Hamasaki            | [ 1 ]  |
| 28 października | „PIKA☆NCHI”                                                           | Arashi                    | [ 1 ]  |
| 4 listopada     | „solitude ~Shinjitsu no sayonara~” (jap. solitude 〜真実のサヨナラ〜) | KinKi Kids                | [ 1 ]  |
| 11 listopada    | „Koko ni iruzee!” (jap. ここにいるぜぇ!)                              | Morning Musume.           | [ 1 ]  |
| 18 listopada    | „Ring”                                                                | Ken Hirai                 | [ 1 ]  |
| 25 listopada    | „It Takes Two/SOLID DREAM/MOVE ON”                                    | Chemistry                 | [ 1 ]  |
| 2 grudnia       | „SHALL WE LOVE?”                                                      | Gomattō                   | [ 1 ]  |
| 9 grudnia       | „BLUE BE-BOP”                                                         | Rip Slyme                 | [ 1 ]  |
| 16 grudnia      | „ding-dong/glider”                                                    | TOKIO                     | [ 1 ]  |
| 23 grudnia      | „HERO”                                                                | Mr. Children              | [ 1 ]  |
| 30 grudnia      | „Love Me All Over”                                                    | J-FRIENDS                 | [ 1 ]  |